# Marko Valok
Marko Valok (srbskou cyrilicí  Марко Валок; 5. března 1927, Bělehrad – 29. září 2024, Bělehrad) byl jugoslávský fotbalista srbské národnosti, útočník. V roce 1950 byl nejlepším střelcem jugoslávské ligy.

## Fotbalová kariéra
Začínal v týmu FK Napredak Kruševac. v jugoslávské lize hrál za Partizan Bělehrad. Nastoupil ve 165 ligových utkáních, dal 80 gólů a s Partizanem vyhrál v roce 1949 jugoslávskou ligu. V Poháru mistrů evropských zemí nastoupil ve 3 utkáních. Za reprezentaci Jugoslávie nastoupil v letech 1949-1950 v šesti utkáních a dal 2 góly. 

## Ligová bilance
| Ročník                          | Zápasy | Góly | Klub              |
| ------------------------------- | ------ | ---- | ----------------- |
| Jugoslávská Prva liga 1947/1948 | 5      | 2    | Partizan Bělehrad |
| Jugoslávská Prva liga 1948/1949 | 11     | 11   | Partizan Bělehrad |
| Jugoslávská Prva liga 1950      | 16     | 17   | Partizan Bělehrad |
| Jugoslávská Prva liga 1951      | 16     | 9    | Partizan Bělehrad |
| Jugoslávská Prva liga 1952      | 11     | 3    | Partizan Bělehrad |
| Jugoslávská Prva liga 1952/1953 | 16     | 5    | Partizan Bělehrad |
| Jugoslávská Prva liga 1953/1954 | 7      | 3    | Partizan Bělehrad |
| Jugoslávská Prva liga 1954/1955 | 19     | 8    | Partizan Bělehrad |
| Jugoslávská Prva liga 1955/1956 | 18     | 4    | Partizan Bělehrad |
| Jugoslávská Prva liga 1956/1957 | 22     | 10   | Partizan Bělehrad |
| Jugoslávská Prva liga 1957/1958 | 19     | 6    | Partizan Bělehrad |
| Jugoslávská Prva liga 1958/1959 | 5      | 2    | Partizan Bělehrad |
| CELKEM 1. jugoslávská liga      | 165    | 80   |                   |